# Enicospilus kadiosus
Enicospilus kadiosus är en stekelart som beskrevs av Ian D. Gauld och Mitchell 1978. Enicospilus kadiosus ingår i släktet Enicospilus och familjen brokparasitsteklar. Inga underarter finns listade i Catalogue of Life.